# Corypha
Corypha é um género botânico pertencente à família Arecaceae.
Na classificação taxonômica de Jussieu (1789), Corypha é um gênero  botânico,  ordem  Palmae,  classe Monocotyledones com estames perigínicos.

## Espécies
| - Corypha africana - Corypha australis - Corypha caranda - Corypha careyana - Corypha cerifera - Corypha decora - Corypha griffithiana | - Corypha lecomtei - Corypha macropoda - Corypha microclada - Corypha taliera - Corypha umbraculifera - Corypha utan |